# Turning Into You
Turning Into You är en singel av det amerikanska punkrockbandet The Offspring och det var den tredje singeln som släpptes från albumet Days Go By. Låten premiärspelades på den amerikanska radiokanalen Star 9.87 den 17 augusti 2012. "Turning Into You" har jämförts med Rise Againsts låt "Ready to Fall" från 2006.
En musikvideo har spelats in av Repertoire Productions under Tomatina 2012 och som regissör stod Bill Fishman. Företaget Fallout Entertainment stod för handlingen och anlitade skådespelarna; medlemmarna i The Offspring var nämligen inte med under inspelningen av musikvideon. Det meddelades den 27 december 2012 att musikvideon hade lagts på is och att den inte skulle komma att släppas.

## Låtlista
Alla låtar är skrivna och komponerade av The Offspring, om inte annat anges. 
| Nr | Titel            | Längd |
| -- | ---------------- | ----- |
| 1. | Turning Into You | 3:42  |